# Liste der Biografien/Marv
Liste der Biografien |
Portal Biografien |
Personensuche
# |
A |
B |
C |
D |
E |
F |
G |
H |
I |
J |
K |
L |
M |
N |
O |
P |
Q |
R |
S |
T |
U |
V |
W |
X |
Y |
Z |
?
 
Ma |
Mb |
Mc |
Md |
Me |
Mf |
Mg |
Mh |
Mi |
Mj |
Mk |
Ml |
Mm |
Mn |
Mo |
Mp |
Mq |
Mr |
Ms |
Mt |
Mu |
Mv |
Mw |
Mx |
My |
Mz
 
Maa |
Mab |
Mac |
Mad |
Mae |
Maf |
Mag |
Mah |
Mai |
Maj |
Mak |
Mal |
Mam |
Man |
Mao |
Map |
Maq |
Mar |
Mas |
Mat |
Mau |
Mav |
Maw |
Max |
May |
Maz
 
Mara |
Marb |
Marc |
Mard |
Mare |
Marf |
Marg |
Marh |
Mari |
Marj |
Mark |
Marl |
Marm |
Marn |
Maro |
Marp |
Marq |
Marr |
Mars |
Mart |
Maru |
Marv |
Marw |
Marx |
Mary |
Marz
Die Liste der Biografien führt alle Personen auf, die in der deutschsprachigen Wikipedia einen Artikel haben. Dieses ist eine Teilliste mit 38 Einträgen von Personen, deren Namen mit den Buchstaben „Marv“ beginnt.

## Marv

### Marva
- Marval, Jacqueline (1866–1932), französische Malerin
- Marval, Kurt von (1888–1980), deutscher Stifter der von Marval’schen Familienstiftung
- Marval, Wilhelm von (1861–1944), württembergischer Generalmajor
- Marvalits, Kálmán (1901–1982), ungarischer Diskuswerfer
- Marvano (* 1953), belgischer Comicautor
- Marvaud, Sophie (* 1961), französische Schriftstellerin

### Marve
- Marveaux, Sylvain (* 1986), französischer Fußballspieler
- Marveggio, Andrew (* 1992), australischer Fußballspieler
- Marvel, Carl S. (1894–1988), US-amerikanischer Chemiker
- Marvel, Elizabeth (* 1969), US-amerikanische Schauspielerin
- Marvel, Kate, US-amerikanische Klimawissenschaftlerin und Kolumnistin
- Marvell, Andrew (1621–1678), englischer Dichter und Politiker
- Marvelli jr. (1932–2008), deutscher Zauberkünstler
- Marvelli, Albert (1918–1946), italienischer Politiker
- Marvelli, Fredo (1903–1971), deutscher Zauberkünstler
- Marven, Nigel (* 1960), britischer Zoologe
- Marvey, Peter (* 1971), Schweizer Zauberkünstler und Illusionist

### Marvi
- Marvi, Parsa (* 1982), deutscher Diplom-Betriebswirt und Politiker (SPD)Parsa Marvi (* 1982)

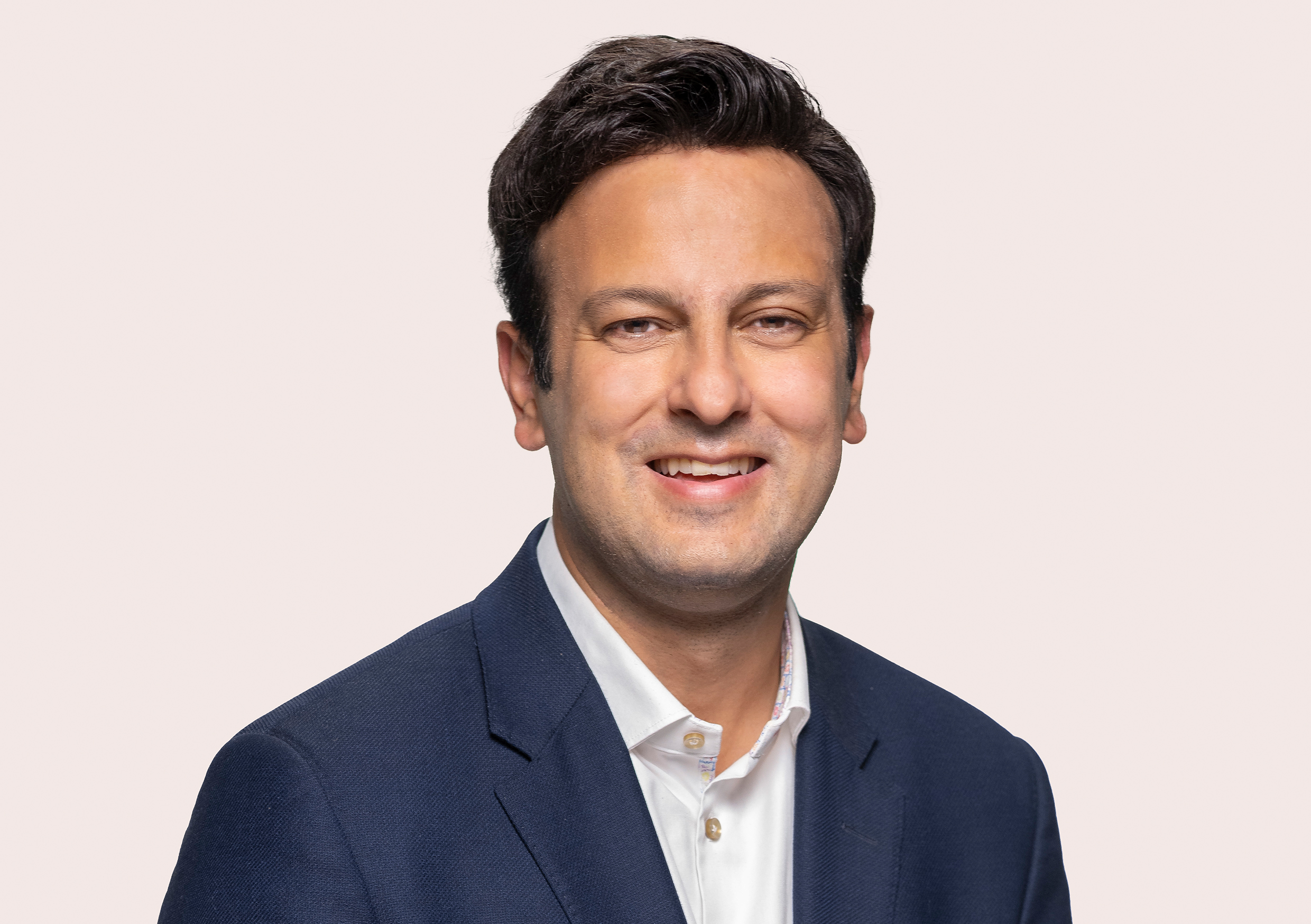
Parsa Marvi (* 1982)

- Marvil, Joshua H. (1825–1895), US-amerikanischer Politiker
- Marville, Charles (1813–1879), französischer Fotograf
- Marvin, Cal (1924–2004), US-amerikanischer Eishockeyspieler, -trainer und -manager
- Marvin, Dudley (1786–1856), US-amerikanischer Jurist und Politiker
- Marvin, Francis (1828–1905), US-amerikanischer Politiker
- Marvin, Frederick (1920–2017), US-amerikanischer Konzertpianist und Musikforscher
- Marvin, Gigi (* 1987), US-amerikanische Eishockeyspielerin
- Marvin, Hank (* 1941), britischer Gitarrist und Songschreiber
- Marvin, James M. (1809–1901), US-amerikanischer Politiker
- Marvin, John (1927–1980), US-amerikanischer Segler
- Marvin, Johnny (1897–1944), US-amerikanischer Sänger, Musiker und Liedtexter
- Marvin, Junior (* 1949), jamaikanischer Gitarrist und Sänger
- Marvin, Lee (1924–1987), US-amerikanischer SchauspielerLee Marvin (1924–1987)

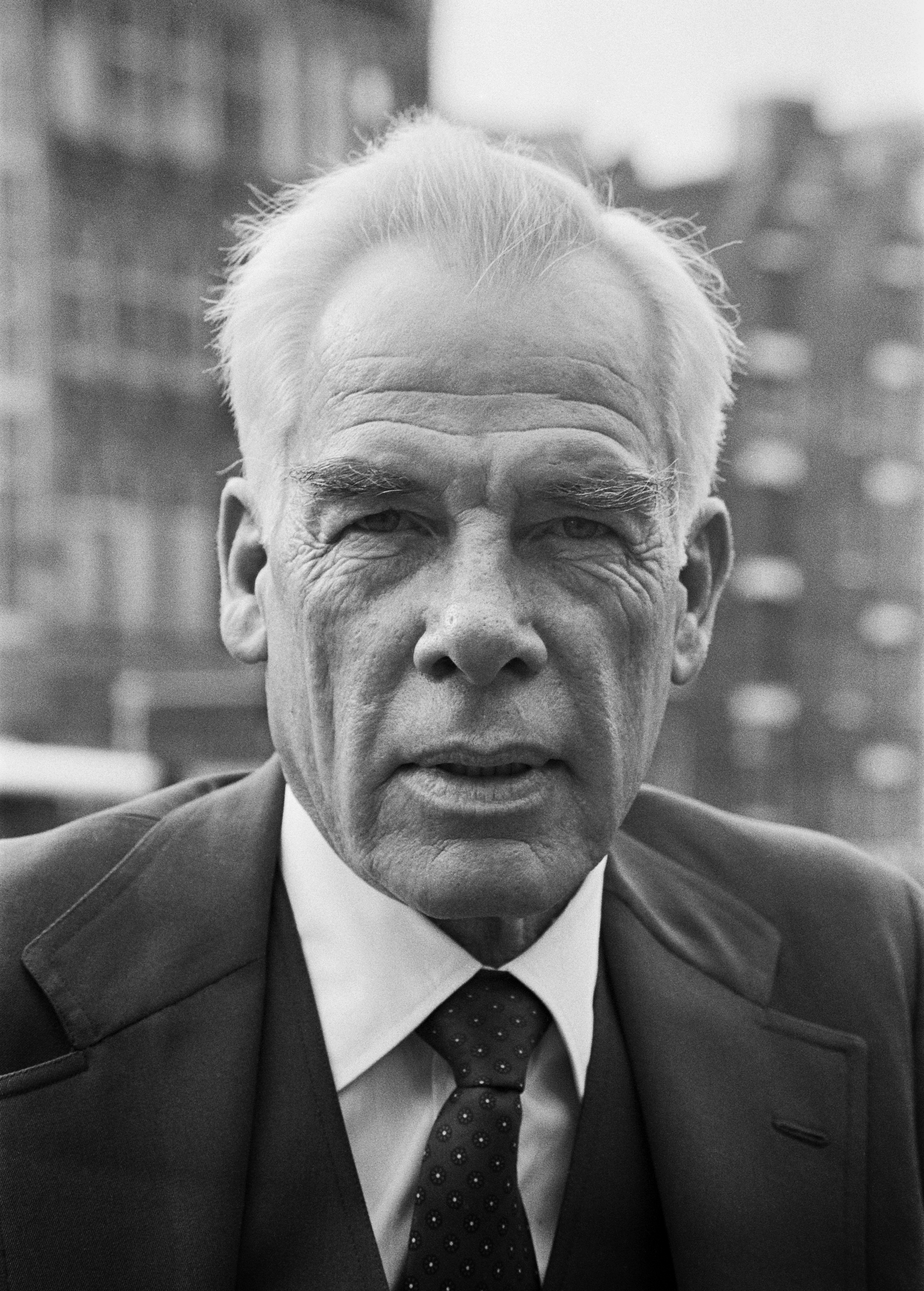
Lee Marvin (1924–1987)

- Marvin, Niki, US-amerikanische Filmproduzentin
- Marvin, Richard P. (1803–1892), US-amerikanischer Politiker
- Marvin, Ursula B. (1921–2018), US-amerikanische Geologin, Mineralogin und Wissenschaftshistorikerin
- Marvin, William (1808–1902), US-amerikanischer Jurist und Politiker
- Marvingt, Marie (1875–1963), französische Pilotin, Krankenschwester und Sportlerin; die zweite Frau, die in Frankreich ihre Flugprüfung ablegte

### Marvu
- Marvuglia, Giuseppe Venanzio (1729–1814), italienischer Architekt
- Marvulli, Franco (* 1978), Schweizer Bahnradrennfahrer